# Lance Briggs
Lance Marell Briggs (Sacramento, 12 novembre 1980) è un giocatore di football americano statunitense che gioca nel ruolo di linebacker per i Chicago Bears della National Football League (NFL). Fu scelto nel corso del terzo giro (68º assoluto) del Draft NFL 2003 dai Bears. Al college ha giocato a football all'Università dell'Arizona.

## Carriera professionistica

### Chicago Bears
Briggs fu scelto nel corso del terzo giro (68º assoluto) dai Chicago Bears nel Draft NFL 2004. Nel 2004, Lance mise a segno 126 tackle e fu eletto come seconda riserva per il Pro Bowl, convocazione avvenuta anche nell'annata successiva. Dopo il rifiuto di Briggs di partecipare al successivo training camp, questi fu temporaneamente sospeso.

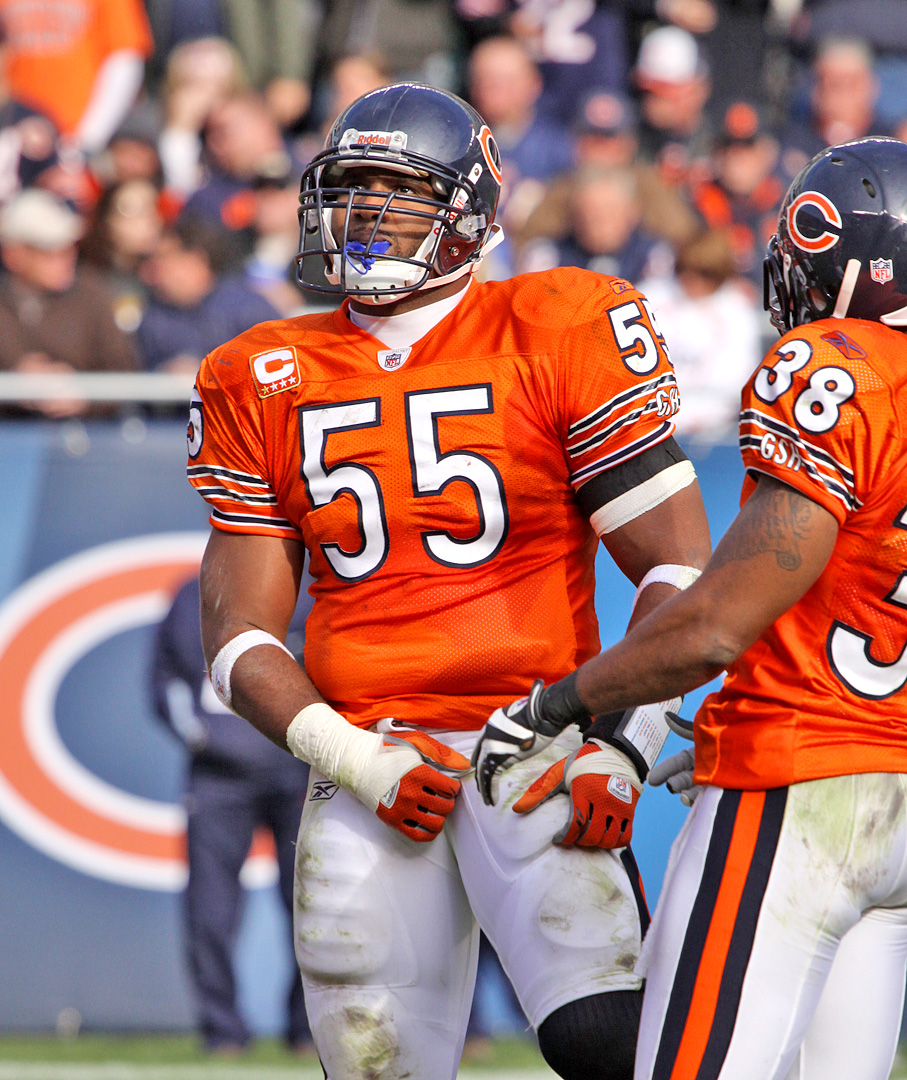
Lance Briggs nel novembre 2009

Briggs terminò la stagione 2006 dei Chicago Bears come uno dei punti di forza principali della loro difesa. Lance fu convocato per il Pro Bowl del 2007 ma a causa di un infortunio al piede dovette rinunciare alla partecipazione all'evento. Dopo i playoff del 2007 divenne un free agent, ponendo un interrogativo sul suo futuro coi Bears. Malgrado l'alto costo per un rinnovo contrattuale di Briggs, un servizio presentato su NFL on Fox rivelò che Brian Urlacher era disposto a un taglio di stipendio pur di tenere Briggs con la squadra. Il 16 febbraio 2007, i Bears applicarono ufficialmente la franchise tag sul giocatore, garantendogli quindi un contratto annuale per la successiva stagione del valore leggermente superiore a 7,2 milioni di dollari.
Il 1º marzo 2008, i Bears fecero firmare a Briggs un contratto di sei anni del valore di 36 milioni di dollari.
Il 2 settembre 2011 Briggs e il suo agente, Drew Rosenhaus, chiesero formalmente ai Bears che il giocatore venisse scambiato, dopo il rifiuto da parte della società di concedergli un aumento contrattuale.
Alla fine, Briggs rimase coi Bears anche nella stagione 2011. Nel debutto stagionale contro gli Atlanta Falcons, Lance optò per indossare guanti e galosce coi colori della bandiera degli Stati Uniti, in onore del decennale degli attacchi terroristici dell'11 settembre 2001. A fine anno il giocatore fu convocato per il Pro Bowl, cui non partecipò a causa di un infortunio alla caviglia, e fu votato al 72º posto nella NFL Top 100, l'annuale classifica dei migliori cento giocatori della stagione.
Nella settimana 7 della stagione 2013, Briggs si fratturò una spalla. Fece ritorno nel sedicesimo turno nella sconfitta contro i Philadelphia Eagles.

## Palmarès

### Franchigia
- National Football Conference Championship: 1

Chicago Bears: 2006

### Individuale
- (7) Pro Bowl (2005, 2006, 2007, 2008, 2009, 2010, 2011)
- (3) All-Pro (2005, 2006, 2009)

## Statistiche
| Tackle totali | 1.139 |
| Sack          | 15,0  |
| Intercetti    | 15    |

Statistiche aggiornate alla stagione 2013